# Fox Maule-Ramsay, 11. hrabě z Dalhousie
Fox Maule-Ramsay, 11. hrabě z Dalhousie (Fox Maule-Ramsay, 11th Earl of Dalhousie, 2nd Baron Panmure, 3rd Baron Dalhousie, 11th Baron Ramsay of Keringtoun) (22. dubna 1801, Brechin Castle, Skotsko – 6. července 1874, Brechin Castle, Skotsko) byl britský státník ze starobylé skotské šlechty, patřil k liberálům. V Dolní sněmovně se jako bývalý důstojník věnoval vojenským otázkám, v roce 1852 jako baron vstoupil do Sněmovny lordů. Od mládí zároveň zastával funkce ve vládě a v letech 1846–1852 a 1855–1858 byl ministrem války. Po bratranci Jamesovi zdědil v roce 1860 titul hrabat z Dalhousie a jako přední skotský peer převzal řadu čestných hodností ve Skotsku.

## Kariéra

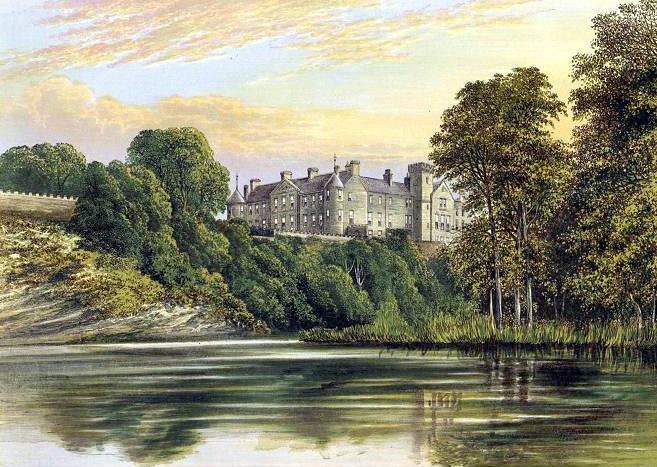
Zámek Brechin Castle ve Skotsku, dědictví Ramsayů po rodu Maule

Pocházel ze starobylého skotského rodu Ramsayů, který v této linii od 18. století užíval jméno Maule. Byl synem Williama Maule, 1. barona Panmure (1771–1852), dlouholetého člena Dolní sněmovny za stranu whigů. Křestní jméno Fox je odkazem na osobnost Charlese Jamese Foxe, jehož byl otec přívržencem. Fox v mládí sloužil v armádě, dosáhl hodnosti kapitána. V letech 1835-1852 byl členem Dolní sněmovny za liberály. Hned po vstupu do parlamentu začal zároveň zastávat vládní funkce, v letech 1835–1841 byl státním podsekretářem vnitra a v roce 1841 krátce viceprezidentem úřadu pro obchod, od roku 1841 byl zároveň členem Tajné rady. V Russellově byl státním podsekretářem války a kolonií (respektive sekretářem války) (1846–1852) a prezidentem kontrolního úřadu Východoindické společnosti (1852). Po otci zdědil titul barona a vstoupil do Sněmovny lordů (1852), v Palmerstonově vládě byl ministrem války (1855–1858). V této funkci musel čelit kritice ze strany Dolní sněmovny ohledně vedení závěrečných operací krymské války. Po bratranci Jamesovi zdědil v roce 1860 skotský titul hrabat z Dalhousie, v roce 1861 pak přijal příjmení Maule-Ramsay.
Kromě svého působení v politice se dlouhodobě věnoval veřejným aktivitám ve Skotsku, kde byl lordem místodržitelem v hrabství Forfar (1849–1874) a lordem strážcem pečeti (1853–1874), angažoval se především v církevní problematice. V letech 1842–1844 zastával funkci rektora univerzity v Glasgow. Získal Řád bodláku (1853) a velkokříž Řádu lázně (1855).
V roce 1831 se oženil s Montagu Abercromby (1807–1853), dcerou právníka a politika 2. barona Abercrombyho. Manželství zůstalo bezdětné a titul hrabat z Dalhousie přešel na Foxova bratrance George Ramsaye (1806–1880), britský peerský titul barona Panmure zanikl Foxovou smrtí.